# Sjöstriden vid Bockholmssund
Sjöstriden vid Bockholmssund eller Sjöstriden vid Fårskinnsholmarna var en sjöstrid under finska kriget 4 juli 1808.
Efter striderna vid Rimito Kramp hade en Klas Hjelmstierna som befälhavare över en styrka om 19 kanonslupar och 4 galärer lagt sig vid Fårskinnsholmarna i Erstafjärden vid Åbos inlopp, där de blockerade inloppet. 4 juni anlände kung Gustav IV Adolf till platsen ombord på jakten Amadis och beordrade då att man skulle företa en rekognoscering mot den ryska skärgårdsflottan som låg vid Bockholms sund.
Redan samma eftermiddag sändes kapten Wirsén med 8 kanonslupar söder om Joroisholmen för att oupptäckt kunna närma sig ryska flottans vänstra flank. Fartygen upptäcktes dock, och hela den ryska styrkan om 22 kanonslupar och 6 jollar sändes att spärra sundet och några slupar sändes mot Wirsén. Generalmajor Konovnitzin som hade ansvar för skyddet av kuststräckan sände även 150 prickskyttar från Åbo som posterades på de sydvästra uddarna vid Runsala och Hirvisala för att skjuta besättningsmännen på de öppna sluparna om de vågade sig längre in i den smala passagen. Kungen beslutade nu att förutom ytterligare 10 kanonslupar som sänts till västra delen av Joroisholmen även 6 galärer skulle skickas fram att bilda linje till vänster om dessa. 
Under beskjutning från de svenska örlogsfartygen drog sig de ryska fartygen tillbaka in bakom de landbatterier man uppfört - två på Runsala, ett på Bockholmen och ett på Hirvisalo. På grund av nattmörkret och skyddet från de ryska batterierna tvingades dock svenskarna att avbryta anfallet. Halv tolv på natten upphörde striderna. Svenskarna hade då förlorat 12 man, ryssarna 25 man, och flera fartyg på båda sidor fått större eller mindre skador.